# Trachelyopterus galeatus
Trachelyopterus galeatus är en fiskart som först beskrevs av Carl von Linné 1766.  Trachelyopterus galeatus ingår i släktet Trachelyopterus och familjen Auchenipteridae. Inga underarter finns listade i Catalogue of Life.